# Гриценко, Михаил Илларионович
Михаил Илларионович Гриценко (12 ноября 1906, с. Покровская Богачка, Полтавская губерния — 21 ноября 1980, Армавир, Краснодарский край) — подполковник артиллерии, Герой Советского Союза (1945).

## Биография
Михаил Гриценко родился 12 ноября 1906 года в селе Покровская Богачка (ныне — Хорольский район Полтавской губернии в крестьянской семье. Окончил среднюю школу, работал столяром. В 1928 году Гриценко был призван на службу в Рабоче-крестьянскую Красную Армию. В 1931 году он окончил Киевское пехотное училище. Участвовал в Польском походе РККА. С июля 1941 года — на фронтах Великой Отечественной войны. В 1943 году он окончил Высшую офицерскую артиллерийскую школу. Принимал участие в боях на Юго-Западном, Северо-Кавказском, 2-м и 3-м Украинских фронтах. В боях два раза был ранен. К октябрю 1944 года подполковник Михаил Гриценко командовал 109-м истребительно-противотанковым артиллерийским полком 7-го механизированного корпуса 2-го Украинского фронта. Отличился во время освобождения Венгрии.
Только за первые дни боевых действий полк Гриценко отразил 15 немецких танковых контратак, уничтожив 7 танков, 5 орудий, 1 миномётную батарею, 15 пулемётов, 4 бронетранспортёра, несколько автомашин и более 400 солдат и офицеров противника. Когда погиб наводчик одного из орудий его полка, Гриценко сам встал к орудию и подбил 2 танка. Противник был вынужден отойти, бросив перед позициями полка большое количество техники, убитых и раненых. 8 октября 1944 года в ходе боя за город Кишуйсаллаш Гриценко с двумя разведчиками пробрался в оккупированный противником город и на аэродроме из ручного пулемёта лично сбил взлетавший немецких истребитель. К северу от Секешфехервара, когда противник предпринял ряд мощных контратак, полк Гриценко отразил их всех, уничтожив 24 танка, 4 из которых уничтожил лично командир полка.
Указом Президиума Верховного Совета СССР от 24 марта 1945 года за «образцовое командование полком и проявленные при этом личное мужество и героизм» подполковник Михаил Гриценко был удостоен высокого звания Героя Советского Союза с вручением ордена Ленина и медали «Золотая Звезда» за номером 7209.
После окончания войны Гриценко продолжил службу в Советской Армии. В 1954 году в звании подполковника он был уволен в запас. Проживал в городе Армавире Краснодарского края. Умер 21 ноября 1980 года, похоронен на городском кладбище Армавира.
Был награждён двумя орденами Ленина, двумя орденами Красного Знамени, орденом Отечественной войны 1-й степени, орденом Красной Звезды, а также рядом медалей.
В честь Гриценко названа улица в Покровской Богачке.